# ستيف رايت (مقدم برامج إذاعية)
ستيف رايت (بالإنجليزية: Steve Wright)‏ هو مقدم برامج إذاعية بريطاني، ولد في 26 أغسطس 1954 في غرينتش في المملكة المتحدة.

## وصلات خارجية
- ستيف رايت على موقع IMDb (الإنجليزية)
- ستيف رايت على موقع ميوزك برينز (الإنجليزية)
- ستيف رايت على موقع قاعدة بيانات الفيلم (الإنجليزية)